# ブルースプリングス (ミズーリ州)
ブルースプリングス（Blue Springs）は、アメリカ合衆国ミズーリ州のジャクソン郡にある都市。人口は5万8603人（2020年）。カンザスシティの東30キロメートルに位置している。

## 解説
名称が示す通り湧水が豊富な地域であり、ここに入植地が造られた第一の理由であると推定されている 。1880年に法人化され郡内で4番目の自治体になった。その後の100年、町の人口は緩やかに増加した。のどかな田園風景が広がっていたが、1980年頃からカンザスシティのベッドタウン化が始まり多くの農地が住宅地に変わっていった。市街地の西側に3,160haの広さを誇るフレミング公園（Fleming Park）があり市民の憩いの場となっている。